# ماراكويتا
ماراكويتا هو خبز مقرمش مصنوع من الطحين والملح والماء والخميرة.
يمتلك هذا الخبز ملمسًا مقرمشًا ويحظى بشعبية كبيرة في تشيلي والبرازيل ومنطقة الأنديز في بوليفيا وبيرو، ويمكن أيضًا العثور عليه في الأرجنتين وأوروغواي.
و يزن رغيف الماراكويتا البوليفي حوالي 60-75 جرامًا، ويباع بالوحدة ويستهلك في الغالب في منطقة العاصمة لاباز. يتم إعداده في أفران عامة في الوقت بين منتصف الليل والفجر ليتم بيعه طازجًا ومقرمشًا من قبل البائعين في الصباح.
الماراكويتا التشيلي بشكل أدق هو عبارة عن زوج من لفات صغيرة مخبوز مع آخر ملحق به، أي أنه يتألف من أربعة لفات إجمالاً؛ يمكن أن يحدث بعض الارتباك عند طلب ماراكويتا واحدة، حيث قد يتم تفسير ذلك إما اثنين أو أربع لفات.

## تاريخ الماراكويتا البوليفي
وصلت الوصفة إلى لاباز عام 1908 على يد المهاجر اليوناني ميشيل جورج كاليسبيريس، من جزيرة خيوس. يشترك الخبز في كلا الموقعين في نفس الخصائص: القرمشة والنكهة المالحة قليلاً.
تم اعتبار الماراكويتا ضمن التراث الثقافي في لاباز في عام 2006.

## تاريخ الماركويتا التشيلي
يتفق العديد من المؤرخين على أن الماراكويتا نشأت في فالبارايسو في شيلي، في أواخر القرن التاسع عشر وأوائل القرن العشرين، عندما استقبلت الموانئ التشيلية الرئيسية مثل فالبارايسو وتالكاهوانو الآلاف من المهاجرين الأوروبيين. القصة تقول أن الخبز اخترعه خبَّازان فرنسيان أخوان من فالبارايسو وكان اسمهما الأخير تيران ماراكويت، وأصبح الخبز مشهورًا جدًا بين التشيليين في وقت قصير جدًا. تفسر هذه القصة أسماء ماراكويتا وبان فرانسيه. داخل فالبارايسو نفسها، تعني الماراكويتا أربع لفات صغيرة في حين أن نصف هذا يسمى بان باتيدو، ويستخدم كشعار لميناء فالبارايسو (ولكن يتم تجاهله من قبل سلاسل محلات السوبر ماركت الوطنية). لا يوجد اتفاق واضح على اعتبار الماراكويتا قطعة واحدة فبينما يزعم بعض الخبازين أنه أربع قطع من الخبز، يدعي البعض الآخر أنه النصف (لذلك يقولون أن القطع الأربعة هي عبارة عن اثنين من الماراكويتا).
تم اقتراح نظرية بديلة عن أصل الخبز من قِبل عالم الطبيعة الفرنسي وعلم النبات كلود جاي، الذي افترض أن الماراكويتا قد تم تناوله لأول مرة في تشيلي في القرن الثامن عشر.
حاليًا الماراكويتا هو الخبز الأكثر استهلاكا في شيلي، ويستخدم كخبز محمص وفي السندويشات وفي لبعض وصفات الطعام مثل الباستيل دو كارن (اللحم). حيث يعتبر على نطاق واسع الغذاء الأساسي المثالي التشيلي.

## المكونات والتحضير
يصنع الماراكويتا من الطحين والماء والخميرة والملح. لا يحتوي على الدهون وتستمر عملية التخمر وقتًا أطول من غيرها من المخبوزات الأخرى.

## روابط خارجية
- Marraquetas de La Paz نسخة محفوظة 15 يونيو 2017 على موقع واي باك مشين.
- Hip hop group called Marraketa Blindada